# Pseuderemias
Genre
Pseuderemias est un genre de sauriens de la famille des Lacertidae.

## Répartition
Les espèces de ce genre se rencontrent en Afrique de l'Est et dans l'est de l'Afrique du Nord.

## Liste des espèces
Selon The Reptile Database (23 mars 2013) :
- Pseuderemias brenneri (Peters, 1869)
- Pseuderemias erythrosticta (Boulenger, 1891)
- Pseuderemias mucronata (Blanford, 1870)
- Pseuderemias savagei (Gans, Laurent & Pandit, 1965)
- Pseuderemias septemstriata (Parker, 1942)
- Pseuderemias smithii (Boulenger, 1895)
- Pseuderemias striatus (Peters, 1874)

## Publication originale
- Boettger, 1883 : Die Reptilien und Amphibien von Marocco. II. Abhandlungen der Senckenbergischen Naturforschenden Gesellschaft, vol. 13, p. 93-146 (texte intégral).